# Babes in Toyland
Babes in Toyland – amerykański zespół muzyczny wykonujący riot grrrl, punk rocka i grunge. Powstał w Minneapolis w 1987. Między 1989 a 1995 nagrał trzy albumy studyjne.

## Muzycy

### Obecny skład zespołu
- Kat Bjelland(inne języki) – gitara, śpiew
- Lori Barbero – perkusja
- Maureen Herman – gitara basowa

### Byli członkowie zespołu
- Michelle Leon – gitara basowa
- Kris Holetz – gitara basowa
- Jessie Farmer – gitara basowa
- Dana Cochrane – gitara basowa
- Maggie Dunne – gitara basowa
- Courtney Love – gitara basowa

## Dyskografia (wybór)

### Albumy
- Spankin Machine – 1989
- To mother – 1990
- Fontanelle – 1992
- Painkillers – 1993
- Nemesisters – 1995